# 韓延徽
韓延徽（882年—959年），字藏明，幽州安次縣人，辽朝开国佐命功臣。开始是唐朝刘仁恭属下的幽都府文学、平州录事参军、幽州观察度支使。受命出使契丹，因为不屈被羁押。契丹皇后述律平推荐他，韩延徽开始被耶律阿保机重用。韩延徽建议阿保机称帝，阿保机建立大契丹，即辽太祖。韩延徽负责建城郭都邑，分市里，营宫室，教垦艺，安民创典。阿保机出征，韩延徽负责筹谋策划。官至守政事令、崇文馆大学士。后来历仕辽太宗、辽世宗、辽穆宗，经常参与决策国家大事，致仕后不久去世。葬在幽都县鲁郭里，追赠尚书令。

## 后代
- 子：韩德枢
  - 孙：韩某
    - 曾孙：韩绍勋
    - 曾孙：韩绍芳
      - 玄孙：韩逑
        - 韩资让
        - 韩资悫

    - 曾孙：韩绍雍
    - 曾孙：韩绍昇
    - 曾孙：韩绍孚
    - 曾孙：韩绍一
    - 曾孙：韩绍荣
- 子：韩德璘
  - 孙：韩佚
  - 孙：韩倬
    - 曾孙：韩绍文
      - 玄孙：韩造
        - 韓資道

  - 孙：韩伟

## 延伸阅读
[在维基数据编辑]
 《遼史·卷74》，出自脱脱《遼史》